# Galette Chambon
La sección de Galette Chambon es una sección de comuna que forma parte de la comuna haitiana de Ganthier.

## Demografía
| Gráfica de evolución demográfica de Galette Chambon entre 2009 y 2015 |
|                                                                       |

Los datos demográficos contemplados en este gráfico de la sección de comuna de Galette Chambon son estimaciones que se han cogido para los años 2009, 2012 y 2015 de la página del Instituto Haitiano de Estadística e Informática (IHSI). 